# زبان ترکی خراسانی

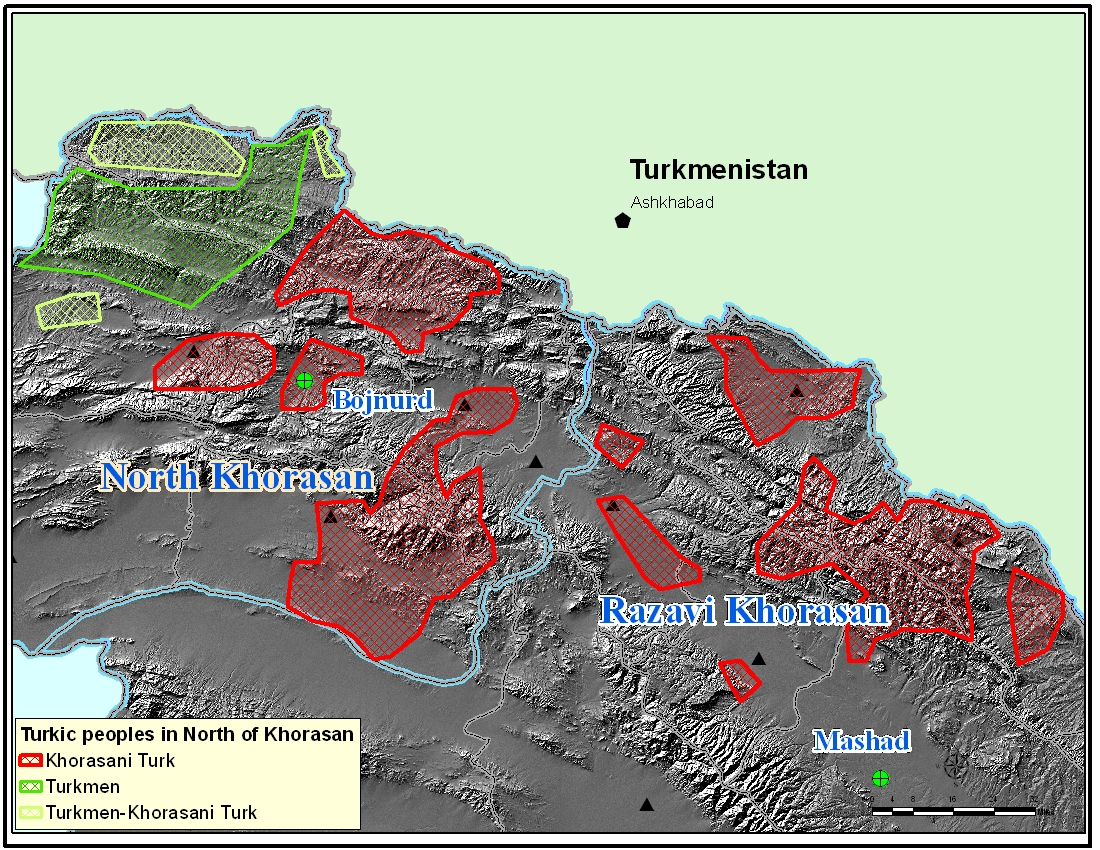
در نقشه زبان ترکی خراسانی با هاشور قرمز در مناطق خراسان رضوی و خراسان شمالی قابل شناسایی است

زبان ترکی خراسانی زبانی از شاخه اوغوز شرقی خانواده زبان‌های ترکی است که ترک‌های خراسانی بدان سخن می‌گویند. این زبان در برخی مناطق استان‌های خراسان شمالی، خراسان رضوی و شمال استان سمنان (نردین، نام نیک و مناطق پیرامون) وگلستان صحبت می‌شود.

## پیشینه
دربارهٔ حضور اقوام ترک در خراسان سخن‌های گوناگونی وجود دارد. ایوانوف ترک‌های خراسان را بازمانده تازیان ترکی دانسته که در سده سوم از ترکستان به خراسان تازیدند. فرای و صاییلی تاریخ حضور ترکان در خراسان و ماوراء النهر را به پیش از آمدن اسلام به ایران نسبت داده‌اند. در منابع جغرافیایی قرون اولیه هجری نیز دربارهٔ حضور ترکان خلج در مناطقی از خراسان بزرگ مطالبی آمده است. به دیدگاه یوهانسون قسمت بزرگ ترک‌های ایران از بازماندگان سلجوقیان اند. سلجوقیان از قبایل اغوز بودند و ترک‌های خراسان در اصل بازمانده دسته‌ای از این ترکان اغوز به‌شمار می‌آیند.

## محدوده جغرافیایی
از مهم‌ترین شهرهای ترک‌زبان خراسان می‌توان به شهرستان درگز در خراسان رضوی و شهرستان بجنورد در خراسان شمالی اشاره کرد. ترکی خراسانی زبان بیشتر در شهرستان درگز، شهرستان جوین، شهرستان جغتای، شهرستان خوشاب، شهرستان کلات، شهرستان قوچان و بخش سرولایت شهرستان نیشابور از استان خراسان رضوی و بخش بام و صفی‌آباد شهرستان اسفراین، شهرستان شیروان، فاروج، اسفراین، آشخانه، رازوجرگلان از استان خراسان شمالی است. این زبان همچنین در بجنورد و شیروان بیشترین گویشوران را دارد. این زبان در شمال استان سمنان منطقه کالپوش و نردین و باغچه و سوداغلان و نام نیک و … بیشترین گویشوران دارد که قدیمی‌ترین این گویش‌ها مربوط به نردین می‌باشد. همچنین در فاروج، مانه و سملقان از استان خراسان شمالی و شهرستان فیروزه، نیشابور از استان خراسان رضوی دارای گویشوران زیادی است. و همچنین در شهرهای گرگان، گنبد کاووس، به‌ندرترکمن، رامیان، مینودشت، آزادشهر و دیگر مناطق استان گلستان بیشترین گویشوران و همچنین شهرهای نکا و ساری و بهشهر گویشورانی را دارد

## خطر انقراض
سازمان یونسکو از زبان‌های در معرض خطر جهان یا منسوخ شده، اطلسی تهیه کرده است که به صورت آنلاین و به کمک نقشه‌های گوگل قابل مشاهده است. در این لیست، برای کشور ایران ۲۵ زبان در معرض خطر نشان داده شده است که ترکی خراسانی یکی از این زبان‌ها است و با عنوان زبان آسیب‌پذیر (Vulnerable) از آن یاد شده است.

## لهجه‌ها
از دیدگاه پروفسور گرنوت ویندفور آمریکایی، ترکی خراسانی به شش گویش تقسیم می‌گردد:
1. گویش درگزی در شمال خراسان
2. گویش بجنوردی در شمال غربی خراسان
3. گویش گوجگی مشهد در شمال شرقی خراسان
4. گویش جوین سبزوار (ترکی جنوب خراسان): این گویش به لحاظ زبانی حد فاصل گویش آذری و ترکمنی است، اما گویش هیچ‌یک از آن دو محسوب نمی‌شود.
5. گویش خرو علیا نیشابور (ترکی جنوب شرقی خراسان)

۶- گویش لنگر در دره مانه و سملقان
علاوه بر این در دسته‌بندی دیگر، طبق نظر پروفسور گرهارد دورفر سرپرست گروه ترک‌شناسی دانشگاه گوتینگن آلمان، ترکی خراسانی به ۳ لهجه منطقه‌ای تقسیم می‌شود:
۱. لهجه غربی: درگز، بجنورد و روستاهای تابعه
۲. لهجه شرقی:کلات، شیروان، فاروج، قوچان و روستاهای تابعه
۳. لهجه جنوبی: نیشابور، خرو علیا و سرولایت و روستاهای تابعه

## رده‌بندی
ترکی خراسانی به خانواده زبانهای اوغوز تعلق دارد. این گروه همچنین زبان‌های ترکی آذربایجانی، ترکی استانبولی، زبان گاگاوز، زبان ترکمنی، زبان سالار و زبان قشقایی را دربر می‌گیرد.